# 宮武一貴
宮武 一貴（、1949年〈昭和24年〉9月21日 - ）は、日本のメカニックデザイナー、イラストレーター、コンセプトデザイナー。神奈川県横須賀市出身、同市佐野町在住。本名は渡邊一貴。スタジオぬえ所属。
日本のアニメ界におけるメカニックデザイナーの草分け的存在で、大河原邦男と共にメカニックデザイナーという職業を確立した。また「スタジオぬえ」の創設メンバーであり、日本SF界の第一人者として小説の挿絵などのイラストワークでSFアートをリードしてきた。

## 人物・来歴
横須賀という土地柄や父親や祖父の仕事の関係から海上自衛隊横須賀基地に出入りする機会が多かったため、幼少期から軍艦などに間近に接することが出来た。その経験からミリタリーイラストを描き始める。イラストを描くようになると、次は"中"がどうなっているかが気になり始めた。機械の構造を知るため、父親がオートバイを分解している様をつぶさにスケッチしてエンジンやサスペンションの仕組みを教えてもらうなどして、それを次々と絵に反映させていった。
小澤さとるを「生みの親」と言い、師として慕っているが、実際に本人に会うまでは意図的に、彼に接近する作品を避けてきたと話している。また、子供の頃から長岡秀星のファンであり、長岡の絵をもっと図面風に描いてみたいという想いを持っていた。18歳の時に映画『2001年宇宙の旅』の特撮メカニックに衝撃を受け、宇宙船などのSFイラストを描くようになる。
東京農工大学農学部で大学院まで進み、その傍らSFの同人活動を行う。1972年と1974年には、SF小説『スーパーバード』『コッペリア』の2編をSF同人誌『宇宙塵』に発表した。
大学院在学中の1972年、SF好きの同人会の仲間とデザイン会社「SFクリスタルアートスタジオ」を設立。子ども番組の美術設計などから少しずつ仕事の幅を広げて行き、「スタジオぬえ」に移行してからはまずSFアニメ作品の世界観設定から手掛けるようになる。ぬえで同僚の加藤直之と共に手掛けた数多くのメカニックデザインやSF関連のイラストは、当時のSFビジュアルシーンに大きな影響を与えた。
1977年に出版されたロバート・A・ハインラインの小説『宇宙の戦士』で、劇中の人型兵器パワードスーツの挿絵とデザインを加藤直之と共同で担当。そのデザインは、『機動戦士ガンダム』を始めとするリアルロボットアニメに多大な影響を与えたとされる。
以来、SFアニメやロボットアニメを中心に、メカニックデザイナーとして第一線で活躍するようになる。
『さらば宇宙戦艦ヤマト 愛の戦士たち』のアンドロメダや劇場版『銀河鉄道999』のアルカディア号などを手掛けた他、ヤマトやハーロックの設定資料集に三面図や細部の設定、透視図解なども描いていた。
『超時空要塞マクロス』に始まるマクロスシリーズでは、後輩の河森正治とともにメカニックデザインを手掛けただけでなく、敵対する異星人の文明（文字・言語・技術・美術体系）など、作品世界全体の設定も行っている。また、河森が作品を象徴する「ガウォーク」のデザインを生み出したのは、宮武と「どちらが先に人型ロボットに変わる、新型主役メカを開発できるか」を競争したのがきっかけ。二人で1年ほど考えた後、スキー旅行に行った河森がスキーで走る時の姿勢から思いついた。それを宮武に伝えたところ、彼も似たものを考えていたので、河森は「こういうアイデアはほぼ同時に思い付くものなのだなと思った」という。
『超時空世紀オーガス』では主役メカのオーガスを手掛けた。また主人公側（エマーン）のメカは、F1などのモータースポーツをイメージしてデザインしている。
『聖戦士ダンバイン』では監督の富野由悠季の構想から昆虫型メカ「オーラバトラー」やオーラマシンのコンセプトを生み出すが、諸事情により数点のデザインを残して早い時期に作品を離れている。宮武の降板後、出渕裕がそのコンセプトを発展させる形でデザイナーを引き継ぎ、メカ部分の世界観作りはキャラクターデザイナーでもある湖川友謙と分担して行った。宮武の手掛けたデザインは、オーラバトラーでは主役機のダンバイン、ドラムロ、ダーナ・オシー、ウィング・キャリバーのフォウ、オーラ・シップのゼラーナで、クリンナップは湖川が担当した。
2021年5月22日、神奈川県横須賀市にある自宅が全焼し、夫婦で病院に運ばれる。宮武は一命を取り留めたものの、妻は亡くなった。

## 作風
1970年代から数多くの人気作品に携わり、戦艦、要塞、ロボットなどのメカニックデザインを多数手掛けてきた。またメカだけでなく、企画や設定、作品の世界観を構築するコンセプトデザインも手掛けている。
SF理論のみならず科学・軍事・生物・建築など多分野にわたって知識を幅広く持つ人物であり、その博識を活かした兵器から動植物まで描き分けるデザインの幅広さや応用力の高さが特徴である。美術全般の設定にも能力を発揮し、近年は作品のトータルの世界観を創造するコンセプトデザイナーとしての活動を主としている。
宇宙戦艦などの架空の艦艇をデザインする際には、幼少時の実物の軍艦を目の当たりにした経験を活かしている。戦艦や要塞など大きなものをデザインするときは、大きな紙に描くのが望ましいとしている。『さらば宇宙戦艦ヤマト 愛の戦士たち』に登場する超巨大戦艦の設定画は紙を横に3枚つなげて描いた。『超時空要塞マクロス』に登場するブリタイ艦（全長約4,000m）はホワイトボードに描いた。
若手時代から数多く制作してきて世に彼の名を知らしめたものに、メカの外装を透かしてその内部構造や機能を描き出すいわゆる「透視図解」イラストがある。『マジンガーZ』のエンディングに使用された図版が有名であるが、これは宮武が学生時代にアルバイトで描いたもので、エンディングで大きく扱われたことには本人が驚いたという。SF小説に登場する宇宙船の他、スーパーロボット系アニメ作品でも自らがデザインしていないメカでも数多く手掛けている。
CG制作に早くから取り組んだ同僚の加藤直之とは対照的に、「意思がダイレクトに伝わる」アナログの鉛筆画にこだわり続けている。パソコンや携帯電話は必要性を感じていないため所持しておらず、仕事上での連絡ツールは主に電話とファックス。
デザインを一枚絵やイラストにする作業を苦手としており、仕上げを加藤直之などに丸投げしてしまう傾向がある。そうなってしまうのは、アイデアを熟成させるためのデータ集めや試行錯誤に圧倒的に時間を費やしてしまうという本人の気質のせいである。その上、今まで誰も見たこともない新しいものを描き出したいという創作にたいする本能的な衝動があり、そのための新たなコンセプトを構築するというプロセスがさらに現実の時間を奪っていくため、イラストを仕上げる時間が無くなってしまうからである。

## エピソード
河森正治のことは高校1年生の春休みから知っていて、先輩として面倒を見ていた。またアニメーターの板野一郎を宮武に紹介したのは河森である。
富野由悠季から「モノ作りには先駆者と収穫者がいて、先駆者は世の中よりも数年先を走って、新しいビジョンを作ってしまう。その先駆者が作ったビジョンを、収穫者は丸くまとめて商売にする。スタジオぬえのビジョンは5〜6年どころか20年ぐらい先行しているから、君たちは絶対に収穫者になれない」と言われたことがある。
体格が良く、仕事でアメリカに行ったときは現地の人にインディアンだと思われたことがある。

## 参加作品
記載は年代順である。

### テレビアニメ
- マジンガーZ（1972-1974年） - 内部図解
- ゼロテスター（1973年） - テスター1 - 3号機のデザイン（ジョン・デドワ名義）
- 宇宙戦艦ヤマト（1974年） - 松本零士原案のメカの清書・細部設定、掲載雑誌用の透視図解
- 勇者ライディーン（1975年）
- UFOロボ グレンダイザー（1975-1977年） - 内部図解
- 超電磁ロボ コン・バトラーV（1976-1977年）
- 超電磁マシーン ボルテスV（1977-1978年）
- 無敵超人ザンボット3（1977-1978年） - 戦艦キングビアルのデザイン
- 超合体魔術ロボ ギンガイザー（1977年）
- 宇宙海賊キャプテンハーロック（1978-1979年） - アルカディア号のクリンナップ、細部設定
- 闘将ダイモス（1978-1979年）
- Thunderbirds 2086パイロット版（TV未放映）
- 超時空要塞マクロス（1982-1983年） - メカニック・デザイン（河森正治と共同、マクロス、デストロイド、ゼントラーディの兵器など多数）
- 聖戦士ダンバイン（1983-1984年） - 登場メカ（オーラマシン）のコンセプトデザイン、メカニカルデザイン（主役機ダンバイン、ドラムロ、ダーナ・オシー、ゼラーナ、フォウ等初期のメカ）
- 超時空世紀オーガス（1983-1984年） - シリーズ構成協力、メカニックデザイン（石津泰志、千葉昌宏と共同、主役機オーガスなど）
- マクロス7（1994-1995年） - レイアウト設定、メカニックデザイン（河森正治と共同、艦艇、バロータ軍兵器、プロトデビルンほか）
- 星方天使エンジェルリンクス（1999年） - コンセプトメカデザイン
- ∀ガンダム（1999-2000年） - メカデザイン協力
- 地球防衛家族（2001年） - メカ・クリーチャーデザイン（京田知己、河森正治と共同）
- ラーゼフォン（2002年） - アートコンセプト
- 機動戦士ガンダムSEED（2002-2003年） - デザイン協力（いのまたむつみ、阿久津潤一、大河広行と共同）
- 舞-HiME（2004-2005年） - クリーチャーデザイン（阿久津潤一と共同、カグツチ&オーファン）
- 交響詩篇エウレカセブン（2005-2006年） - コンセプチュアルデザイン
- 創聖のアクエリオン（2005年） - デザイン協力
- 舞-乙HiME （2005-2006年） - クリーチャーデザイン（阿久津潤一と共同）
- 機動戦士ガンダムSEED DESTINY（2004-2005年） - デザイン協力（いのまたむつみと共同）
- ガラスの艦隊[22]（2006年） - メカニックデザイン（河森正治と共同）
- 機神咆吼デモンベイン（2006年） - スペシャルメカデザイン（森木靖泰と共同）
- 機神大戦ギガンティック・フォーミュラ（2007年） - ギガンティックデザイン（他のデザイナーたちと共同）
- マクロスF（2008年） - コンセプチュアルデザイン
- スーパーロボット大戦OG -ディバイン・ウォーズ-（2006-2007年）
- TYTANIA -タイタニア-[23]（2008-2009年）
- 宇宙をかける少女 [24]（2009年） - メカデザイン（阿久津潤一、神宮司訓之、大河広行と共同）
- いちばんうしろの大魔王（2010年） - （玄鶴・黒龍デザイン）
- スーパーロボット大戦OG -ジ・インスペクター-（2010-2011年） - メカニックデザイン（他のデザイナーたちと共同）
- 宇宙戦艦ヤマト2199（2013年） - コンセプトデザイン協力
- スペース☆ダンディ（2014年） - セットデザイン・ロボットデザイン（13話）
- クロスアンジュ 天使と竜の輪舞（2014年-2015年） - ドラゴンデザイン
- ハンドレッド（2016年） - リトルガーデンデザイン
- マクロスΔ（2016年） - メカニックデザイン（シグル＝バレンス）
- ナイツ&マジック（2017年） - コンセプトデザイン（岸田隆宏と共同）
- SYNDUALITY（2023年） - レジェンダリーデザイン[25]
- メタリックルージュ（2024年） - プロダクトデザイン

### 劇場アニメ
- さらば宇宙戦艦ヤマト 愛の戦士たち（1978年） - 松本零士原案のメカの清書、その他メカニックデザイン
- 劇場版銀河鉄道999（1979年） - アルカディア号のデザイン変更
- テクノポリス21C（1982年） - メカニカルデザイン、スクリプター
- 超時空要塞マクロス 愛・おぼえていますか（1984年） - プロダクションデザイン）
- ダーティペア 劇場版（1987年） - メカニカルデザイン
- マクロスプラス MOVIE EDITION（1995年） - 舞台設定・メカニカル設定（河森正治と共同）
- マクロス7 銀河がオレを呼んでいる!（1995年） - メカデザイン（河森正治と共同）
- ドラえもん のび太の宇宙漂流記（1999年） - メカニカルデザイン
- ∀ガンダム（2002年） - メカデザイン協力
- ∀ガンダム（2002年） - メカデザイン協力
- ラーゼフォン 多元変奏曲（2003年） - アートコンセプト
- 劇場版アクエリオン－壱発逆転篇－（2007年） - デザイン協力
- 交響詩篇エウレカセブン ポケットが虹でいっぱい（2009年） - コンセプチュアルデザイン
- 劇場版 マクロスF 虚空歌姫〜イツワリノウタヒメ〜（2009年） - コンセプチュアルデザイン
- 劇場版 マクロスF 恋離飛翼〜サヨナラノツバサ〜（2011年） - コンセプチュアルデザイン
- 交響詩篇エウレカセブン ハイエボリューション1（2017年） - コンセプチュアルデザイン
- 劇場版マクロスΔ 激情のワルキューレ（2021年） - メカニックデザイン（シグル＝バレンス）
- ANEMONE/交響詩篇エウレカセブン ハイエボリューション（2018年） - コンセプチュアルデザイン
- EUREKA/交響詩篇エウレカセブン ハイエボリューション（2021年） - コンセプチュアルデザイン
- 機動戦士ガンダムSEED FREEDOM（2024年） - メカニカルデザイン[26][27]

### OVA
- 宇宙の戦士（1988年） - 小説版デザインのリファイン
- トップをねらえ!（1988-1989年） - メカニックデザイン（ヱクセリヲン、ヱルトリウムほか）
- クラッシャージョウOVA版（1989年） - メカニカルデザイン（河森正治と共同）
- モルダイバー（1993年） - コンセプトデザイン（河森正治と共同）
- ダーティペア FLASH, FLASH2, FLASH3（1994-1996年） - メカニカルデザイン
- マクロスプラス（1994-1995年） - 舞台設定・メカニカル設定（河森正治と共同）
- マクロス ダイナマイト7（1997-1998年） - プロダクションデザイン
- マクロス ゼロ（2002-2004年） - メカニックデザイン（4、5話）、鳥の人デザイン
- サブマリン707R（） -メカニックデザイン、画面構成、レイアウト、原画）
- 舞-乙HiME Zwei（2006-2007年）
- 舞-乙HiME 0〜S.ifr〜（2008年）
- 娘クリ Nyan×2 Music Clip（） - コンセプチュアルデザイン）

### Webアニメ
- FLAG（2006年）

### 特撮テレビドラマ
- 仮面ライダーV3（1973-1974年） - V3およびハリケーン号図解イラスト
- 秘密戦隊ゴレンジャー（1975-1977年）他、石ノ森章太郎原作作品のメカニック内部図解を多数手掛ける

### 特撮映画
- さよならジュピター（1984年） - メカデザイン、ストーリーボード
- ゴジラvsビオランテ（1989年） - ビオランテ検討デザイン、スーパーX2検討デザイン（ノンクレジット）[1]

### 自主制作作品
- DAICON IV OPENING ANIMATION（1983年） - 作画協力
- 八岐之大蛇の逆襲（1984年） - 機材協力

### ゲーム
- スーパーロボット大戦シリーズ - バンプレストオリジナルメカ原案（グルンガスト、超機人、鋼機人、スペースノア級万能戦闘母艦、ドライストレーガー）
- 新聖伝メガシード 復活編
- 超時空要塞マクロス 愛・おぼえていますか
- マクロス デジタルミッション VF-X
- ダークアイズ
- 重装機兵ヴァルケン2
- マクロス VF-X2
- パンツァーフロント
- 超鋼戦紀キカイオー
- 宇宙戦艦ヤマト（PlayStation及びPlayStation 2、デザインリファン）
- マクロスM3
- アニムンサクシス（トレーディングカードゲーム）
- 機甲武装Gブレイカー
- アーマード・コア フォーアンサー（アームズフォート・スティグロ）
- STEEL FANG
- 無限航路
- アーマード・コアVI ファイアーズオブルビコン
- メダロットサバイバー
- メダロットS

### 小説
- ロバート・A・ハイライン『宇宙の戦士』（ハヤカワ文庫SF、1979年） - パワードスーツデザイン、挿絵[12]
- 野田昌宏『銀河乞食軍団』シリーズ（ハヤカワ文庫JA、1982-1995年） - 宇宙船デザイン

### 漫画
- 松本零士『宇宙海賊キャプテンハーロック』（1977-1979年） - アルカディア号のクリンナップ、細部設定
- 皆川ゆか (原作)、環望 (作画)『聖剣王シグリード』（1995年） - メカデザイン
- 小澤さとる『青の6号 AO6』（1997年） - メカデザイン

### 玩具
- タカラ『ダイアクロン』 - メカデザイン
- タカラ『ミクロマン』 - メカデザイン
- 京商『ガンウォーカー 零壱式主力戦闘足機・全方位移動型6輪走行R/C ガンローラー（ラジコンロボット玩具、2003年） - メカデザイン
- ウェーブ『スペースセツルメント』[注 8]（プラモデル、2015年） - 宮武を中心に「スタジオぬえ」がデザインをアレンジ[28]

### その他
- 宝塚ファミリーランド（閉園）ジェットコースターのりば

## イラスト・挿絵
- グレゴリイ・カーン『キャプテン・ケネディ』シリーズ（ハヤカワ文庫SF、1975-1979年） - 挿絵
- 小隅黎『北極シティーの反乱』（インタナル出版部、1977年） - ハードカバー版の挿絵
- アンソロジー『SF未来戦記　全艦発進せよ!（オール・ファイヤー）』（徳間書店、1978年） - 表紙・挿絵
- 「ハードSF研究所」会報 - 表紙
- 遠藤賢司『宇宙防衛軍』（ベルウッド・レコード、1980年） - アルバムジャケット
- ゲーム『ANUBIS ZONE OF THE ENDERS：M∀RS』 - 限定版PREMIUM PACKAGE付属特製ブックレットにイラストを寄稿

## 著作物

### 小説
- 『SUPERBIRD』シリーズ「SUPERBIRD」「コッペリア」[注 2]（「宇宙塵」掲載、1972年） - 小説と挿絵

### イラストノベル
- 宮武一貴+L.CAt。『THE ADVANCED APSARAS アドバンスト・アプサラス』（大日本絵画「月刊COMIC NOIZY」1988年12月号-1989年10月号連載） - 文章とメカニックデザイン

### 画集
- 『宮武一貴 マクロス&オーガスデザインワークス』 MOVIC 2005年 ISBN 4-89601-629-7
- 『宮武一貴デザイン集 HIGHLY ORIGINAL WORKS』幻冬舎コミックス 2007年 ISBN 4-344-80957-2
- 『機甲天使ガブリエル』ラピュータ 2008年 ISBN 978-4-947752-84-0 加藤直之と共著
- 『MIYATAKE KAZUTAKA MEGA DESIGNER CREATED MEGA STRUCTURES 宮武一貴画集』ホビージャパン 2017年 ISBN 978-4-7986-1424-3

### コラム
- 『宮武一貴のAD INEXPLORATA』スケールアヴィエーション 2022年7月号より連載 - 本文とイラスト

### その他
- 藤子・F・不二雄大全集『海の王子』3巻（2010年、小学館） - 解説

## 個展
メカニックデザイナー宮武一貴原画展
2015年10月24日-11月23日、神奈川県横須賀市の世界三大記念艦「三笠」艦内にて開催。主催：公益法人 三笠保存会、横須賀集客促進実行委員会、協力：スタジオぬえ。